# Schizachyrium pulchellum
Schizachyrium pulchellum là một loài thực vật có hoa trong họ Hòa thảo. Loài này được (Benth.) Stapf miêu tả khoa học đầu tiên năm 1918.